# Steirisches Volksbildungswerk

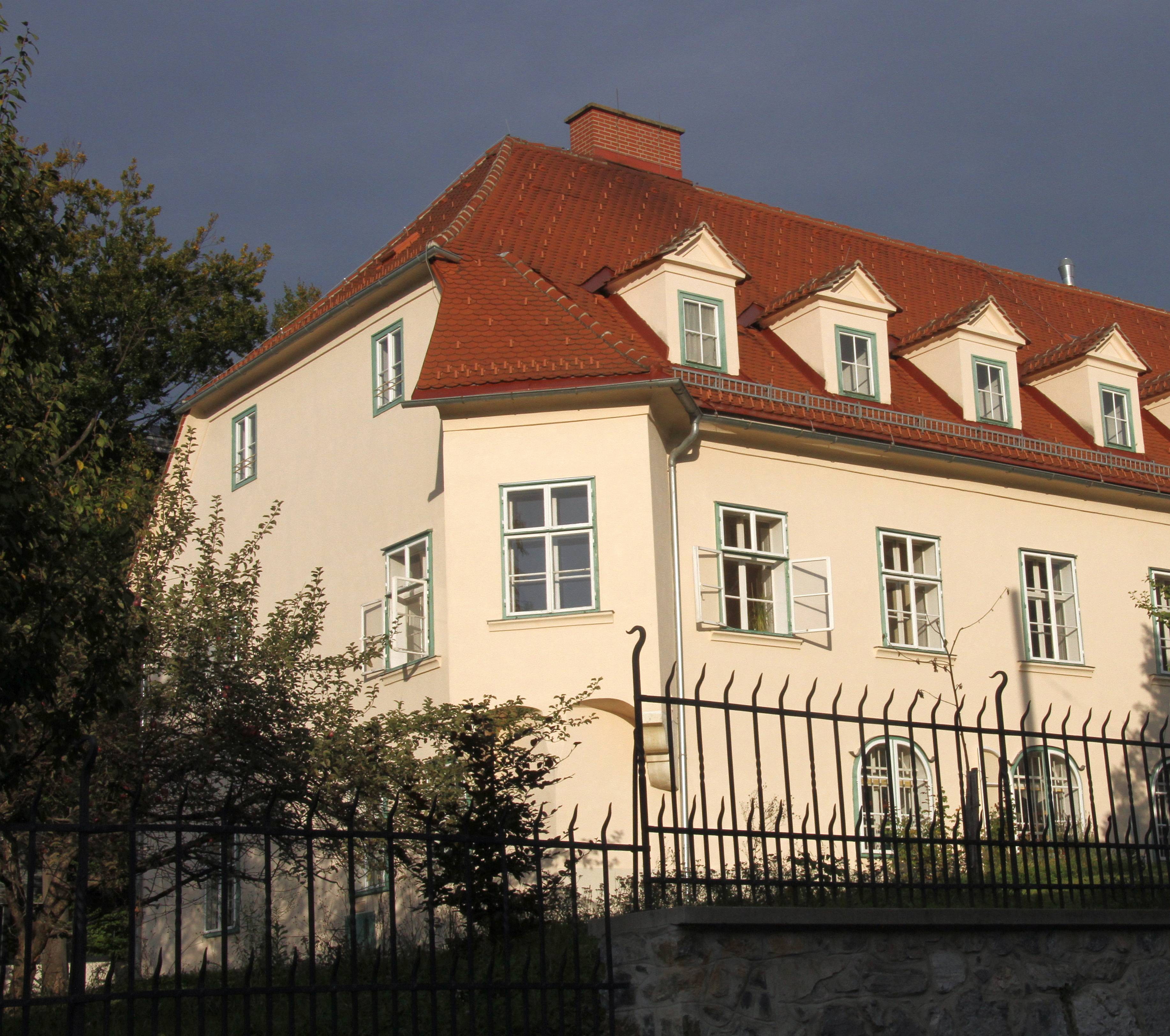
Der auch als Bonaparte-Villa bekannte denkmalgeschützte Sitz des Steirischen Volksbildungswerkes

Das Steirische Volksbildungswerk ist ein Verein nach österreichischem Recht mit Sitz in Graz. Es wurde 1956 gegründet. Es ist eine anerkannte österreichische Erwachsenenbildungseinrichtung und Mitglied des Dachverbandes Ring Österreichischer Bildungswerke.
Der Verein verfolgt ausschließlich und unmittelbar gemeinnützige Zwecke im Sinne der Bundesabgabenordnung, die Tätigkeit ist nicht auf Gewinn ausgerichtet.
Die Tätigkeit des Vereins erstreckt sich auf das österreichische Bundesland Steiermark, wo örtliche Bildungswerke in Gemeinden betrieben werden. Er führt Projekte im Kultur- und Gesellschaftsbereich für die öffentliche Hand durch. Das steirische Volksbildungswerk sieht sich als überparteiliche und überkonfessionelle Organisation.
Es ist Herausgeber des vier- bis sechsmal jährlich erscheinenden Magazins steirische berichte.
Das Volksbildungswerk hat die Grundidee, „Menschen durch Bildungs- und Kulturimpulse, durch Information und spezifische Angebote Orientierungshilfe zu bieten, Meinungsbildung zu ermöglichen, Kritikfähigkeit, Eigenständigkeit und Handlungsfähigkeit zu fördern.“ Mit seiner landesweit vernetzten Struktur von so genannten örtlichen Bildungswerken und steirischen Partnerorganisationen ist es seit Jahrzehnten ein anerkannter Bildungs- und Fortbildungsträger im außerschulischen Bereich und in der Erwachsenenbildung sowie Herausgeber von Schriften.

## Herausgegebene Schriften
- Friedrich Cinibulk und Ingo Wampera: Fest und Feier. Ein Handbuch mit Anregungen und Vorschlägen. 1959
- Walter Kainz: Mooskirchner Tänze. Altsteirische Tanzweisen. Auf verschiedenen Instrumenten zu spielen. 1959
- Ernst Ludwig Uray und Emil Seidl: Liederheft für gemischten Chor. 1959
- Walter Wünsch: Die Streich. Geigenmusik aus alten steirischen Spielmannsbüchern. 1959
- Walter Reisinger: Die gute steirische Gaststätte. Richtlinien für den Wettbewerb „Richtet die steirische Gaststätte her!“ und allgemeine Anleitungen zur Ausgestaltung und Führung von steirischen Gaststätten. 1959
- Wilhelm Reisinger: Ortspflege. Ein Werkheft zur Verschönerung des Orts- und Landschaftsbildes. 1959
- Steirische Trachten. Werkheft. 1959
- Willi Kadletz: Steirische Heimatmuseen. Werkheft. 1960
- Steirische Ehrengalerie. 1960
- Rudolf Schwarz und Emil Seidel: Steirisches Liederbuch. Lehrbuch. 1961
- Kurt Kojalek: Steirischer Ehrenspiegel. Das Gedenkjahr 1959. 1961
- Hanns Koren: Reden. 1966
- Walter Semetkowski: Aufsätze und Aufzeichnungen aus sechs Jahrzehnten. 1968
- Chorbuch für gleiche Stimmen. 1970
- Franz M. Kapfhammer: Bekenntnis und Dienst. 1971
- Herrad Spielhofer: Bauernhäuser richtig sanieren. Forschungsprojekt der Steiermärkischen Landesregierung. 1978
- Dieter Hohenwarter: energiebewusstes planen & wohnen. Die richtige Vorbereitung auf die Energiesituation der 80er Jahre. 1980
- Max Mayr: Peter Rosegger Superstar. Medienmappe zum Roseggerjahr. 1983
- Ekkehard Schönwiese: Spielideen zum Erzherzog Johann Jahr.  1983
- Erz und Eisen in der Grünen Mark. Arbeitsmappe „Bilder und Texte“ zur Landesausstellung in Eisenerz. 1984
- Die Steiermark – Brücke und Bollwerk. Arbeitsmappe „Bilder und Texte“ zur Landesausstellung in Schloß Herberstein. 1986
- Hexen und Zauberer in der Steiermark. Arbeitsmappe „Bilder und Texte“ zur Landesausstellung auf der Riegersburg. 1987
- Glas und Kohle. Arbeitsmappe „Bilder und Texte“ zur Landesausstellung in Bärnbach. 1988
- Menschen & Münzen & Märkte. Arbeitsmappe „Bilder und Texte“ zur Landesausstellung in Judenburg. 1989
- Weinkultur. Arbeitsmappe „Bilder und Texte“ zur Landesausstellung in Gamlitz. 1990
- Dieter Schoeller: Dorferneuerung. Anregung zum Mitmachen. Band 1. 1991
- Dieter Schoeller: Dorferneuerung. Anregung zum Mitmachen. Band 2. 1991
- Kurt Kojalek: Die Bildungswerke. Gedanken – Entwürfe – Essays. 1999
- Kurt Kojalek: Volksbildung in der Steiermark 1819–1979. 1999